# Grömbach
Grömbach – miejscowość i gmina w Niemczech, w kraju związkowym Badenia-Wirtembergia, w rejencji Karlsruhe, w regionie Nordschwarzwald, w powiecie Freudenstadt, wchodzi w skład wspólnoty administracyjnej  Pfalzgrafenweiler. Leży w Schwarzwaldzie, ok. 15 km na północny wschód od Freudenstadt. 76% obszaru gminy zajmują lasy.